# Gogolia filewoodi
Espèce
Statut de conservation UICN

 DD  : Données insuffisantes
Répartition géographique
Gogolia filewoodi est une espèce de requins.
Il vit dans le pacifique ouest, de 2 à 5° Sud et jusqu'à 70 mètres de fond. Il peut mesurer jusqu'à 70 cm de long. Un seul spécimen est connu.